# Лукишкес

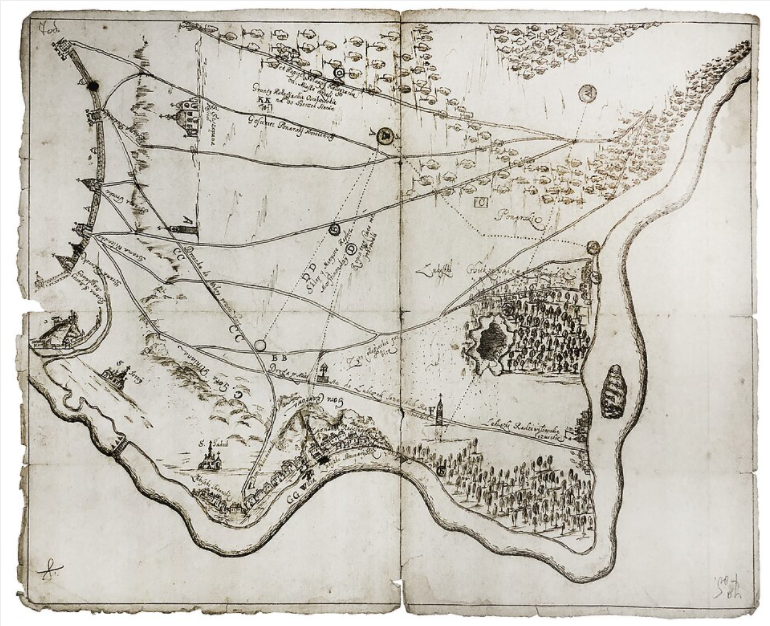
Карта Лукишек середины XVII века

Лукишкес (традиц. русск. Лукишки; лит. Lukiškės) — бывшее предместье, а ныне район города Вильнюс, расположенный на левом берегу реки Вилия непосредственно к западу и юго-западу от Старого города. Один из центральных деловых и торговых районов современного города.
Большая часть района находится в Новогородском старостве, меньшая же часть находится в Старогородском старостве. Название данного района сохранила Лукишская площадь, а также Лукишкская тюрьма.
Краеведы предполагают, что на востоке, между старым руслом реки Вильня и Лукишками, раньше был Швентарагисский лес, а восточная окраина Лукишек находилась на нынешней улице Тилто. На западе Лукишки покрывали Лукишкский лес (ныне парк Вингис) и простирались до Панарских холмов. 
В 1593 году князь Станислав Радзивилл предподнёс своё имение Лукишки в дар ордену иезуитов. О последующих владельцах см. статью про Вингис.